# おいしいコーヒーの真実
『おいしいコーヒーの真実』（英題：Black Gold）は、2006年に公開された英米合作のドキュメンタリー映画。日本では、フェアトレード・リソースセンター代表の北澤肯の発案により2008年に公開された。エチオピアでのコーヒー生産農家の地位向上のために活動するタデッセ・メスケラに焦点を当て、世界経済・貿易の不均衡と搾取の実態をレポートしたもの。2005年にイギリスのテレビドキュメンタリーで制作された同名の作品を、アメリカ合衆国と共同でリメイク映画化した作品である。

## 概要
全世界で1日20億杯飲まれるコーヒーは、石油に次ぐ取引規模を誇る国際商品であるが、その莫大な市場規模に対してコーヒー農家に支払われる対価は低い状況が続いている。そんな中で1990年から2000年にかけて発生した国際市場相場の暴落は生産者の生活を崩壊させ、麻薬植物の栽培へ転向する生産者が出るような状況に陥っている。アフリカ・エチオピアでそうした状況を打破しようと生産者組合を組織して奮闘する活動家タデッセ・メスケラに密着し、コーヒー農家の過酷な生活実態と、取引相手となる先進国大企業の不公平な取引事情を描く。公式サイトではそのキャッチとして「1杯330円のコーヒーから生産者が手にする金額を3-9円」と紹介している。